# Диоцез Миккели

Герб диоцеза Миккели

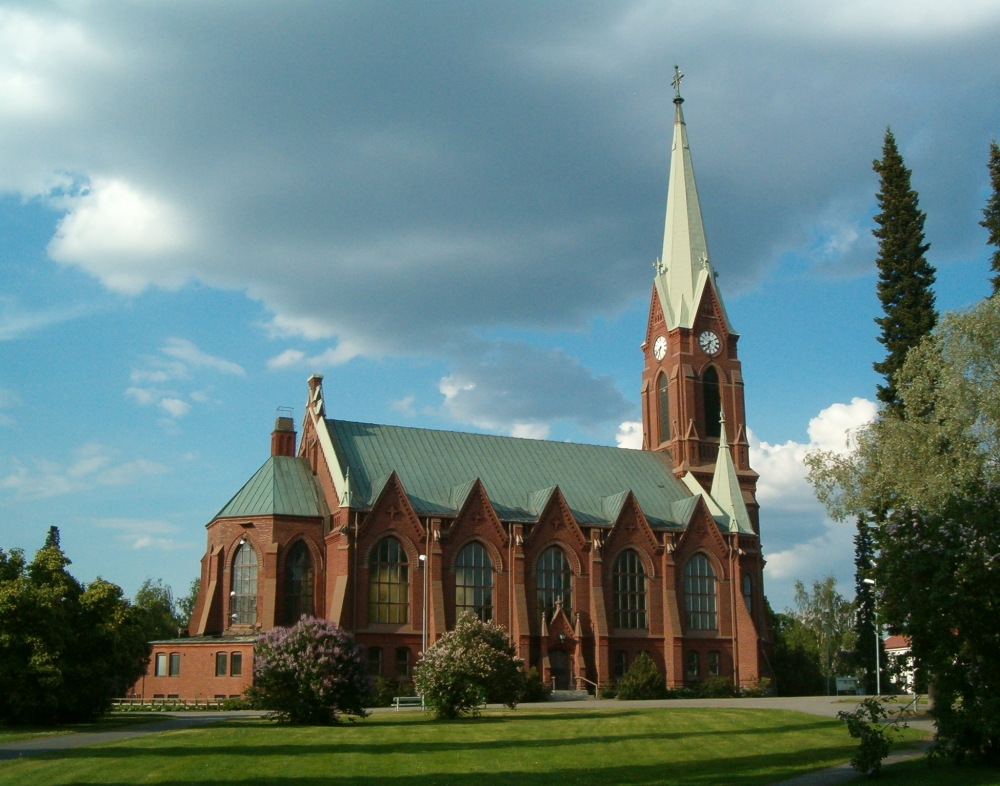
Собор Миккели

Диоцез Миккели (фин. Mikkelin hiippakunta) — один из девяти диоцезов Евангелическо-лютеранской церкви Финляндии. Создан в 1897 в городе Савонлинна. В 1924 году кафедра была перенесена в Выборг, но после присоединения города к Советскому Союзу, новым местопребыванием епископа стал город Миккели.
В связи с тем, что главный город кафедры дважды менялся, то в разное время статус кафедрального имели различные здания. Изначально это был Савонлиннский собор, затем собор Выборга, в настоящее время — кафедральный собор Миккели.

## Структура
В епархию Миккели входит 49 приходов, объединённых в 7 пробств.
- Пробство Иматра
- Пробство Котка
- Пробство Коувола
- Пробство Лаппеенранта
- Пробство Миккели
- Пробство Савонлинна
- Пробство Хейнола

## Епископы
- Густаф Йоханссон (1897—1899)
- Отто Иммануэл Коллиандер (1899—1924)
- Эркки Кайла (1925—1935)
- Юрьё Лоймаранта (1935—1943)
- Ильмари Саломиес (1943—1951)
- Мартти Симойоки (1951—1959)
- Осмо Алайя (1959—1978)
- Калеви Тойвилайнен (1978—1993)
- Войтто Хуотари (1993—2009)
- Сеппо Хяккинен (2009 — настоящее время)